# Берестейська земля
Берестейська земля (Берестейщина, Берестейська волость, Берестійщина) — руська земля в середній течії річки Західний Буг (басейн Вісли) між річками Бугом, Прип'яттю, Ясьолдою та Нарвою. Входила до складу Київської Русі, належала до Турово-Пінського, згодом до Волинського князівства. Територія дулібів-волинян. Центром було Берестя. Інші чільні міста: Дорогичин, Більськ, Кобринь, Мельник, Воїнь, а також Кам'янець. Нині Берестейська земля є складовою частиною українського етнокультурного краю Берестейщина.

## Історія

### Передісторія
У V столітті до н. е. на території майбутньої Берестейщини була поширена тщинецька культура, у V—IV століттях до н. е. — лужицька культура, у III—II століттях до н. е. — балто-слов'янська зарубинецька культура. Час та обставини появи на терені волинян у різних дослідників різняться. За одними, волиняни з'являються в регіоні в IV—VI століттях і входили до дулібсько-волинянського племінного об'єднання. За Ярославом Ісаєвичем, у VII—IX століттях тут мешкало плем'я дулібів. За Володимиром Сергійчуком, з VIII століття на заході Берестейщини проживали племена волинян, а на сході — деревляни. За іншими дослідниками, на Берестейщині до IX століття мешкало племінне об'єднання ятвягів, проте пізніше тут почали освоюватися спочатку дреговичі, потім, у IX—XII століттях і значно інтенсивніше, волиняни, північна межа колонізації яких обмежувалася Біловезькою Пущею, річкою Ясельдою та Пинськими болотами.

### Київська Русь

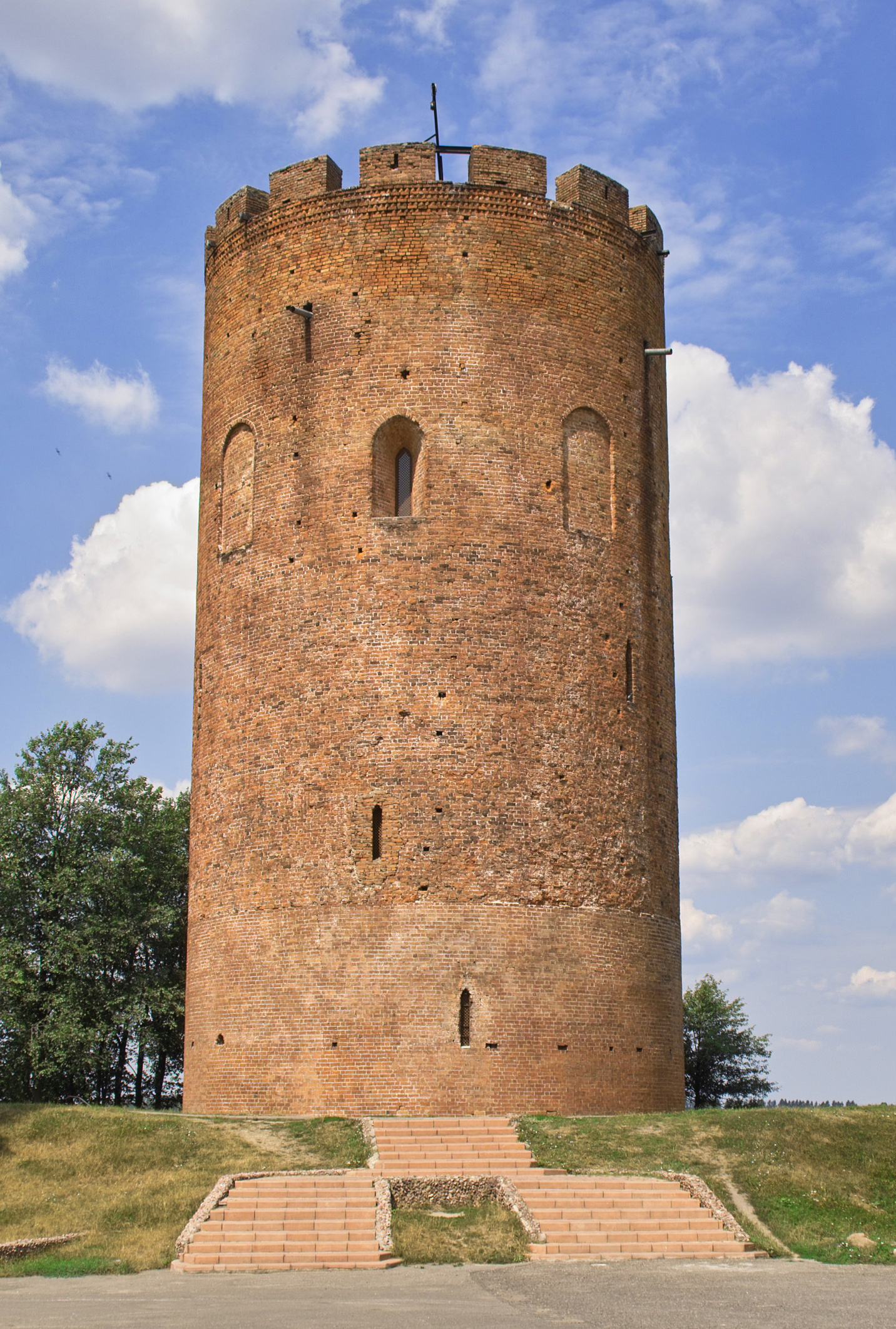
Кам'янецька вежа — один із символів давнього Волинського князівства та сучасної Берестейщини

З X століття входила до складу Київської Русі. Саме тоді виникає назва Берестейська земля, якою називали волость з містами Берестям і Дорогичином. Під час першого поділу держави на удільні князівства Володимиром Великим Берестейська земля відійшла до Турово-Пінського князівства, яке саме підпорядковувалося київським князям. 1020 року Берестя захопив король Польщі Болеслав Хоробрий, проте вже в 1022 році місто відбиває Ярослав Мудрий.
У 1087—1157 роках Берестейська земля входила до складу Турово-Пінського, а пізніше — до Волинського князівства. Удільні князівства Берестейської землі в 1087—1142 роках через Пінськ і Володимир були залежними від Києва. У 1120-х роках на Берестейщині відбувалися бойові дії між руським військом Володимира Мономаха і ятвягами. Зі зростанням феодальної роздробленості Берестейське та Дорогичинське князівства стають незалежними чи напівзалежними від Володимира. Ними правлять власні князі: Ярослав Ярополчич, Святополк Мстиславич, Мстислав Ізяславич, Василько Ярополчич. З другої половини XII століття Берестейщина належала до Волинського князівства.

### Галицько-Волинське князівство
У 1199 році князь волинський Роман Мстиславич утворює Галицько-Волинське князівство, до якого, окрім Волині та Галичини, входить Берестейська та Дорогичиська землі, а Турово-Пінське князівство потрапляє під його протекторат. Таким чином у 1199—1316 роках Берестейська земля входила до Галицько-Волинського князівства.
1210 року Берестя захопили Конрад Мазовецький і Лешек Краківський, проте 1213 року руське військо Данила Галицького повертає місто. У Галицько-Волинському літописі щодо Берестейської землі в 1213 році вжита паралельна назва Україна: «Даниїлу же возвратившуся к домови і єха з братом, і прия Берестій, і Угровеськ, в Верещин, і Комов, і всю Україну». У цей час на Полісся та Підляшшя стали активно здійснювати напади лицарі-хрестоносці, які припинилися після розгрому їхнього війська Данилом Галицьким у 1237—1238 роках під Дорогичином. Почастішали також напади на Полісся ятвягів та литовців. У 1227—1228 роках поблизу Берестя був розгромлений ятвязький загін Стегута Зібровича, а самого Стегута вбив волинський воєвода Шелв.
У 1251—1253 роках руський король Данило Галицький дарував половцям хана Тегака землі на Берестейщині, для захисту північної Волині від нападів ятвягів та литовців. Кочовики заснували там 40 поселень й зберігали свою ідентичність до початку XVI століття. Після занепаду Руського королівства і приєднання Волині в XIV столітті ці поселення утворили окрему Половецьку волость у складі Берестейського повіту. У 1270—1288 роках Берестейська земля входила до володінь князя Володимира Васильковича, у 1288—1292 роках — князя Мстислава Даниловича. У 1280 році польський збройний загін пограбував десять сіл у Берестейській землі, проте був розбитий утричі меншим загоном воєводи Тита.
З міркувань захисту регіону на Поліссі та Підляшші здійснювалося активне будівництво та відновлення оборонних укріплень — у Бересті, Дорогичині, Мельнику, Більську; за наказом волинського князя Володимира Васильковича будівничим Олексою засноване нове місто Кам'янець.

### У складі Великого князівства Литовського
Узимку 1315—1316 років литовська армія на чолі з Гедимином пішла походом на Галицько-Волинське князівство, який закінчився приєднанням частини Берестейської землі до складу Великого князівства Литовського. У 1320 році князь Гедимин знову йде війною на Галицько-Волинське князівство, під час якої гине князь Володимир. Берестейська земля увійшла до складу Литви, ймовірно, в 1320-х роках — за правління в останній Витеня, або ж Гедимина. Точна дата приєднання Берестейщини до Литви невідома й у різних дослідників різниться, проте є свідчення, що берестейські воєводи припинили згадуватися серед інших волинських воєвод з 1318 року.
Таким чином, з 1320-х років Берестейщина входила до складу Троцького, а з 1513—1520 років — до Підляського воєводства Великого князівства Литовського.
1349 року під час польсько-литовської війни за галицько-волинську спадщину Берестейщину ненадовго окуповує польський король Казимир III. 1351 року польсько-угорське військо здійснює ще один безуспішний похід на Берестейщину. У 1366 році за договором литовського князя Ольгерда з поляками Берестя з волостю відійшли Кейстутові. 1379 року Берестя спалили тевтонські лицарі. У 1382 році Берестя в облогу взяв польський князь Януш Мазовецький. 1390 року Берестя отримує Магдебурзьке право. У 1397 році Берестя спустошують тевтонські лицарі. У 1404—1519 роках у складі Великого князівства Литовського існувало удільне Кобринське князівство, яке належало князям Кобринським, потомкам князя Ольгерда. У 1463 році Берестя спалило військо кримських татар, очолюване Менглі-Гиреєм.
Західна частина Берестейської землі стала згодом відомою як Підляшшя (міста Дорогичин, Більськ, Мельник, Сураж). 1566 року східна частина Берестейської землі з містами Берестям, Кобринем, Кам'янцем і Пінським повітом увійшла до новоствореного Берестейського воєводства. За Берестейським воєводством згодом закріпилася назва Берестейщина.
У Берестейсько-Литовському воєводстві Берестейська земля перебувала до 1795 року.